# Вентогірус
Вентогірус (лат. Ventogyrus) — рід організмів едіакарської біоти, що належить до типу петалоном. Скам'янілості вперше виявлені в середній течії річки Онега Архангельської області Ленінградським геологом В. Г. Чистяковим в середині 1980-х років. Надалі В. Г. Гражданкіним і А. Ю. Іванцовим виявлено сотні скам'янілостей. Нині є одним з найбільш вивчених докембрійських організмів.

## Будова
Вентогірус мав яйцеподібне тіло, що складається з трьох однакових часток, розділених поздовжніми перегородками. Йому притаманна осьова симетрія третього порядку. Від поздовжніх перегородок відходили у два ряди поперечні перегородки, які розділяли організм на окремі порожнини. Осьова частина організму являла собою відокремлену порожнину у вигляді тригранної призми. На поверхні поздовжніх перегородок і центральної призми збереглися відбитки розгалуженої системи провідних судин. На кожній з трьох граней центральної призми знаходився центральний стовбур провідної системи, від якого в порядку чергування відходили бокові гілки, які кілька разів роздвоюються у напрямку до зовнішньої поверхні організму. У кожну поперечну порожнину організму вело окреме відгалуження центрального стовбура.

## Скам'янілості
Залежно від збереженості перегородок і ступеня заповнення камер осадом, вентогірус утворює скам'янілості різного ступеня збереженості. Завдяки м'якості вологих пісковиків Онезького родовища, скам'янілості розламуються по поверхнях, що відповідають перегородкам, це дозволяє детально вивчити його внутрішню будову.

## Екологія
Серед дослідників немає єдності щодо екології вентогіруса. Найбільш ймовірно, вентогірус був вільноплаваючою твариною. На загостреному кінці тіла перебував рот, а центральна призма являла собою травний орган. Плавання здійснювалося за допомогою війок, що покривали зовнішню частину тіла. Три великих поля, розташованих на задньому кінці тіла могли нести щупальця, які приводяться в рух м'язами, на наявність яких вказують характерні складки, що розходяться радіально. За багатьма ознаками вентогірус схожий з сучасними реброплавами, за винятком трипроменевої симетрії (гребневикам притаманна двопроменева або неповна чотирипроменева симетрія).
Будь-яких органів для прикріплення до дна у вентогірусов не виявлено, однак не виключено, що їм належать знайдені поруч фрагменти трубок, які виконували роль прикріплювального стебла. М. О. Федонкіним висловлювалося також припущення, що яйцеподібне тіло являло собою поплавок-пневматофор, який підтримував невідомий поки організм або колонію організмів.